# Veljko Filipović
Veljko Filipović (serbisch-kyrillisch Вељко Филиповић, * 11. Oktober 1999 in Čačak) ist ein serbischer Fußballspieler.

## Karriere
Veljko Filipović erlernte das Fußballspielen in der Jugendmannschaft vom FK Borac Čačak. Hier unterschrieb er Mitte 2018 auch seinen ersten Profivertrag. Der Verein aus seiner Geburtsstadt Čačak spielte in der zweiten Liga des Landes, der Prva Liga. Für Borac absolvierte er 28 Zweitligaspiele und schoss dabei ein Tor. Mitte 2019 wurde er vom Erstligisten FK Javor Ivanjica aus Ivanjica verpflichtet. Für den Klub stand er einmal in der SuperLiga auf dem Spielfeld. Anfang 2020 wurde er an den in der serbischen Hauptstadt Belgrad beheimateten FK Sinđelić Beograd ausgeliehen. Nach der Ausleihe zog es ihn nach Asien. Hier unterschrieb er am 21. September 2020 in Thailand einen Vertrag beim Erstligisten BG Pathum United FC. Einen Tag später wechselte er auf Leihbasis zum Ayutthaya United FC. Der Verein aus Ayutthaya spielt in der zweiten thailändischen Liga, der Thai League 2. Nach 21 Zweitligaspielen für Ayutthaya wechselte er am 1. Juni 2021 zum ebenfalls auf Leihbasis zu dem ebenfalls in der zweiten Liga spielenden Chiangmai FC. Bis Saisonende 2022/23 bestritt er für den Verein aus Chiangmai 59 Zweitligaspiele. Der Erstligist Chiangrai United lieh ihn die Saison 2023/24 aus. Für den Verein aus Chiangrai bestritt er elf Erstligaspiele. Nach Vertragsende bei BG wechselte er im  Sommer 2024 zu dem ebenfalls in der ersten Liga spielenden Nakhon Pathom United FC. Am Ende der Saison 2024/25 belegte er mit dem Verein aus Nakhon Pathom den vorletzten Tabellenplatz und musste somit in die zweite Liga absteigen. Nach dem Abstieg verließ er dem Verein und schloss sich im Juni 2025 dem Erstligisten Rayong FC an.